# چو بشنوی سخن اهل دل مگو که خطاست
غزلی با مطلع «چو بشنوی سخن اهل دل مگو که خطاست»، غزل شمارهٔ ۲۲ از دیوانِ حافظ در تصحیحِ محمد قزوینی و قاسم غنی است.

## وزن
مفاعلن فعلاتن مفاعلن فعلن (مجتث مثمن مخبون محذوف)

## در اجراها
محمود محمودی خوانساری در برنامهٔ شمارهٔ ۱۷۸ از مجموعهٔ گل‌های تازه این غزل را در دستگاهِ سه‌گاه اجرا کرده است.

## متن غزل
چو بشنوی سخن اهل دل مگو که خطاست
سخن شناس نه‌ای جان من، خطا این جاست
سرم به دنیی و عقبی فرو نمی‌آید
تبارک الله از این فتنه‌ها که در سر ماست
در اندرون من خسته دل ندانم کیست
که من خموشم و او در فغان و در غوغاست
دلم ز پرده برون شد کجایی ای مطرب
بنال، هان که از این پرده کار ما به نواست
مرا به کار جهان هرگز التفات نبود
رخ تو در نظر من چنین خوشش آراست
نخفته‌ام ز خیالی که می‌پزد دل من
خمار صدشبه دارم شرابخانه کجاست
چنین که صومعه آلوده شد ز خون دلم
گرم به باده بشویید حق به دست شماست
از آن به دیرِ مغانم عزیز می‌دارند
که آتشی که نمیرد همیشه در دل ماست
چه ساز بود که در پرده می‌زد آن مطرب
که رفت عمر و هنوزم دِماغ پُر ز هواست
ندای عشق تو دیشب در اندرون دادند
فضای سینه حافظ هنوز پر ز صداست